# 玛尼蓬·宗集
玛尼蓬·宗集（1991年3月21日—）是泰國男子羽毛球運動員，專長雙打項目。

## 簡歷
2009年7月，玛尼蓬·宗集与博丁·伊沙拉出战泰國羽毛球黃金大獎賽，在男双準决赛以0比2（16-21、18-21）不敌赛会头号种子、马来西亚强档的鍾騰福/李萬華。同年11月，他与博丁·伊沙拉出战馬來西亞羽毛球國際挑戰賽，在男双决赛以0比2（20-22、26-28）不敌赛会2号种子、马来西亚强档的林钦华/陳炳順，赢得亚军。

### 2010年 廣州亚运男團夺铜
2010年11月，玛尼蓬·宗集代表泰国参加中国廣州举办的亞洲運動會羽毛球比賽，助泰国男队赢得男子團體铜牌。同年12月，他与博丁·伊沙拉出戰高雄羽球國際挑戰賽，在男双决赛以2比0（21-18、21-19）击败了东道主的蔡佳欣/廖晁祥，赢得国际赛赛事冠军，亦是他首个國際挑戰賽男双冠军。

### 2011年 世大运男双夺金
2011年7月，玛尼蓬·宗集分别与博丁·伊沙拉以及沙威丽·阿米达拜出战加拿大羽毛球大獎賽，在男双準决赛以0比2（19-21、10-21）不敌赛会5号种子、韩国强档的高成炫/李龍大；而混双準决赛以1比2（21-15、19-21、19-21）不敌赛会2号种子、德国强档的麦克·福克斯/比尔吉德·迈克斯。同年8月，他代表泰国参加中国深圳举办的世界大學運動會羽毛球比賽，在率先进行的团体赛中，助泰国队赢得混合團體铜牌；此外，还与搭档博丁·伊沙拉赢得世大运男子双打金牌；而与沙威丽·阿米达拜赢得混合双打铜牌。同年11月，他与博丁·伊沙拉出战碧特博格羽毛球黃金大獎賽，在男双决赛以2比0（21-14、21-16）击败了赛会6号种子、中国的刘小龙/邱子瀚，赢得成年组赛事冠军，亦是他首个黃金大獎賽男双冠军。

### 2012年 印度超級賽夺冠
2012年4月，玛尼蓬·宗集与博丁·伊沙拉出战印度羽毛球超級賽，在男双决赛以2比1（21-17、14-21、21-14）击败了赛会2号种子、韩国强档的高成炫/柳延星，赢得成年组赛事冠军，亦是他首个超級賽男双冠军。同年8月，他与博丁·伊沙拉出战越南羽毛球大獎賽，在男双决赛以2比1（19-21、21-16、21-11）击败了印尼强档的约翰奈斯·伦迪·苏吉亚托/阿菲特·尤瑞斯·韦拉万，赢得成年组赛事冠军，亦是他首个大獎賽男双冠军。同年9月，他与博丁·伊沙拉出战中國羽毛球大師賽，在男双準决赛以1比2（18-21、21-19、11-21）不敌赛会头号种子、日本强档的遠藤大由/早川賢一。同年10月，他与博丁·伊沙拉出战法國羽毛球超級賽，在男双决赛以1比2（24-22、17-21、11-21）不敌韩国强档的高成炫/李龍大，赢得亚军。

### 2013年 賽場打鬥事件
2013年1月，玛尼蓬·宗集以個人伤病和需要照顾母亲为由，突然宣布退役。但随后不久，他就与尼迪蓬·潘普佩克搭档繼續參加比賽。同年3月，他与尼迪蓬·潘普佩克出战全英羽毛球首要超級賽，在男双準决赛以0比2（20-22、15-21）不敌赛会4号种子、日本强档的遠藤大由/早川賢一。同年5月，他入选蘇迪曼盃的男双主力，助泰国队赢得混合團體季军。同年7月，他与尼迪蓬·潘普佩克出战美國羽毛球黃金大獎賽，在男双準决赛以1比2（21-15、17-21、21-23）不敌赛会7号种子、中华台北强档的梁睿緯/廖冠皓。同期7月，宗集与潘普佩克打進加拿大羽毛球大獎賽男雙決賽，對手正是原來的搭档博丁·伊沙拉。在决赛第一局完結後，博丁·伊沙拉突然抛掉手中的球拍，向宗集挥拳过去；宗集连忙逃到相邻的场地想躲过对方的袭击，但博丁快速将他拽倒在地毆打。时隔1个月事後，世界羽联纪律委员会就冲突进行调查，裁定宗集在赛场上作出了「行为不当」、「口头伤害」、「与运动员身份不符行为」三項不当行为，須接受三个月的禁赛，处罚由7月21日起生效。同年10月，他与沙西丽·德拉达那猜出战碧特博格羽毛球黃金大獎賽，在混双準决赛以1比2（13-21、21-11、17-21）不敌赛会2号种子、英格兰强档的克里斯·爱德考克/加布里·怀特。

### 2014年
2014年2月，玛尼蓬·宗集分别与尼迪蓬·潘普佩克以及沙西丽·德拉达那猜出战德國羽毛球黃金大獎賽，在男双準决赛以1比2（21-17、16-21、12-21）不敌赛会头号种子、日本强档的遠藤大由/早川賢一；而混双準决赛以0比2（17-21、14-21）不敌苏格兰强档的罗伯·布莱尔/伊莫金·班克尔。同年4月，他与尼迪蓬·潘普佩克出战印度羽毛球超級賽，在男双準决赛以0比2（15-21、15-21）不敌赛会2号种子、奥运亚军的玛蒂亚斯·鲍伊/卡斯腾·摩根森。同期4月，他参加韩国金泉市举办的亞洲羽毛球錦標賽，他和尼迪蓬·潘普佩克以赛会3号种子，故在首圈轮空；在第二輪以2比0（21-15、21-17）击败了中国香港强档的陳潤龍/李晉熙；在半準決賽以2比0（21-14、21-14）击败了新加坡强档的D·B·克里斯南塔/查特·奇雅加特；在準決賽以0比2（17-21、20-22）不敌韩国强档的申白喆/柳延星，最终赢得亚锦赛男子双打季军。同年7月，他分别与尼迪蓬·潘普佩克以及沙西丽·德拉达那猜出战美國羽毛球黃金大獎賽，在男双决赛以2比1（21-17、15-21、21-18）击败了赛会头号种子、奥运亚军的玛蒂亚斯·鲍伊/卡斯腾·摩根森，赢得黃金大獎賽男双冠军；而混双决赛以0比2（16-21、19-21）不敌印尼强档的穆罕默德·雷扎/维塔·玛丽莎，赢得亚军。

### 2015年 東南亞運動會男團銀牌
2015年6月，玛尼蓬·宗集代表泰国参加新加坡举办的東南亞運動會羽毛球比賽，助泰国男队赢得男子團體银牌。
2017年11月，玛尼蓬·宗集与南塔卡恩·耶特派颂出战印度羽毛球國際挑戰賽，在男双决赛以2比0（21-6、21-9）击败了马来西亚强档的謝定峰/苏伟译，赢得国际赛男双冠军。

### 2018年
2018年2月，玛尼蓬·宗集与南塔卡恩·耶特派颂出战瑞士羽毛球公開賽，在男双準决赛以1比2（25-27、21-16、16-21）不敌队友的提恩·伊斯里亚内特/基迪萨·南达什。同年3月，他与南塔卡恩·耶特派颂出战越南羽毛球國際挑戰賽，在男双决赛以2比0（21-18、21-14）击败了赛会6号种子、马来西亚强档的謝定峰/苏伟译，赢得国际赛男双冠军。同年6月，他与博丁·伊沙拉出战西班牙羽毛球國際賽，在男双决赛以1比2（23-21、19-21、15-21）不敌丹麦强档的弗雷德里克·科尔贝尔/约金·费舍尔·尼尔森，赢得亚军。同年7月，他与博丁·伊沙拉出战泰國羽毛球公開賽，在男双準决赛以1比2（21-19、20-22、10-21）不敌日本强档的遠藤大由/渡邊勇大。同年8月，他与博丁·伊沙拉出战西班牙羽毛球大師賽，在男双决赛以0比2（13-21、17-21）不敌韩国强档的金基正/李龍大。同年10月，他与博丁·伊沙拉出战中華台北羽毛球公開賽，在男双準决赛以0比2（16-21、10-21）不敌赛会头号种子、东道主的陳宏麟/王齊麟。

## 主要比賽成績
只列出曾進入準決賽的國際賽事成績：
| 年份   | 賽事                     | 公開賽級別 | 項目     | 拍檔              | 成績   |
| ------ | ------------------------ | ---------- | -------- | ----------------- | ------ |
| 2009年 | 樂魚羽毛球國際系列賽     | 國際系列賽 | 男子雙打 | 博丁·伊沙拉       | 冠軍   |
| 2009年 | 樂魚羽毛球國際系列賽     | 國際系列賽 | 混合雙打 | 罗乍那·楚他汶迪恭 | 準決賽 |
| 2009年 | 泰國羽毛球黃金大獎賽     | 黃金大獎賽 | 男子雙打 | 博丁·伊沙拉       | 準決賽 |
| 2009年 | 馬來西亞羽毛球國際挑戰賽 | 國際挑戰賽 | 男子雙打 | 博丁·伊沙拉       | 亞軍   |
| 2009年 | 韓國羽毛球國際挑戰賽     | 國際挑戰賽 | 男子雙打 | 博丁·伊沙拉       | 準決賽 |
| 2010年 | 亞洲運動會羽毛球比賽     | 其他       | 男子團體 | －                | 铜牌   |
| 2010年 | 高雄羽球國際挑戰賽       | 國際挑戰賽 | 男子雙打 | 博丁·伊沙拉       | 冠軍   |
| 2011年 | 加拿大羽毛球大獎賽       | 大獎賽     | 男子雙打 | 博丁·伊沙拉       | 準決賽 |
| 2011年 | 加拿大羽毛球大獎賽       | 大獎賽     | 混合雙打 | 沙威丽·阿米达拜   | 準決賽 |
| 2011年 | 世界大學運動會羽毛球比賽 | 其他       | 混合團體 | -                 | 铜牌   |
| 2011年 | 世界大學運動會羽毛球比賽 | 其他       | 男子雙打 | 博丁·伊沙拉       | 冠軍   |
| 2011年 | 世界大學運動會羽毛球比賽 | 其他       | 混合雙打 | 沙威丽·阿米达拜   | 铜牌   |
| 2011年 | 碧特博格羽毛球黃金大獎賽 | 黃金大獎賽 | 男子雙打 | 博丁·伊沙拉       | 冠軍   |
| 2012年 | 印度羽毛球超級賽         | 超級賽     | 男子雙打 | 博丁·伊沙拉       | 冠軍   |
| 2012年 | 越南羽毛球大獎賽         | 大獎賽     | 男子雙打 | 博丁·伊沙拉       | 冠軍   |
| 2012年 | 中國羽毛球大師賽         | 超級賽     | 男子雙打 | 博丁·伊沙拉       | 準決賽 |
| 2012年 | 法國羽毛球超級賽         | 超級賽     | 男子雙打 | 博丁·伊沙拉       | 亞軍   |
| 2013年 | 全英羽毛球首要超級賽     | 首要超級賽 | 男子雙打 | 尼迪蓬·潘普佩克   | 準決賽 |
| 2013年 | 蘇迪曼盃                 | 其他       | 混合團體 | －                | 季軍   |
| 2013年 | 美國羽毛球黃金大獎賽     | 黃金大獎賽 | 男子雙打 | 尼迪蓬·潘普佩克   | 準決賽 |
| 2013年 | 加拿大羽毛球大獎賽       | 大獎賽     | 男子雙打 | 尼迪蓬·潘普佩克   | 冠軍   |
| 2013年 | 加拿大羽毛球大獎賽       | 大獎賽     | 混合雙打 | 沙西丽·德拉达那猜 | 準決賽 |
| 2013年 | 碧特博格羽毛球黃金大獎賽 | 黃金大獎賽 | 混合雙打 | 沙西丽·德拉达那猜 | 準決賽 |
| 2014年 | 德國羽毛球黃金大獎賽     | 黃金大獎賽 | 男子雙打 | 尼迪蓬·潘普佩克   | 準決賽 |
| 2014年 | 德國羽毛球黃金大獎賽     | 黃金大獎賽 | 混合雙打 | 沙西丽·德拉达那猜 | 準決賽 |
| 2014年 | 印度羽毛球超級賽         | 超級賽     | 男子雙打 | 尼迪蓬·潘普佩克   | 準決賽 |
| 2014年 | 亞洲羽毛球錦標賽         | 其他       | 男子雙打 | 尼迪蓬·潘普佩克   | 準決賽 |
| 2014年 | 美國羽毛球黃金大獎賽     | 黃金大獎賽 | 男子雙打 | 尼迪蓬·潘普佩克   | 冠軍   |
| 2014年 | 美國羽毛球黃金大獎賽     | 黃金大獎賽 | 混合雙打 | 沙西丽·德拉达那猜 | 亞軍   |
| 2015年 | 東南亞運動會羽毛球比賽   | 其他       | 男子團體 | －                | 銀牌   |
| 2017年 | 印度羽毛球國際挑戰賽     | 國際挑戰賽 | 男子雙打 | 南塔卡恩·耶特派颂 | 冠軍   |
| 2018年 | 瑞士羽毛球公開賽         | 超級300賽  | 男子雙打 | 南塔卡恩·耶特派颂 | 準決賽 |
| 2018年 | 越南羽毛球國際挑戰賽     | 國際挑戰賽 | 男子雙打 | 南塔卡恩·耶特派颂 | 冠軍   |
| 2018年 | 西班牙羽毛球國際賽       | 國際挑戰賽 | 男子雙打 | 博丁·伊沙拉       | 亞軍   |
| 2018年 | 泰國羽毛球公開賽         | 超級500賽  | 男子雙打 | 博丁·伊沙拉       | 準決賽 |
| 2018年 | 西班牙羽毛球大師賽       | 超級300賽  | 男子雙打 | 博丁·伊沙拉       | 亞軍   |
| 2018年 | 中華台北羽毛球公開賽     | 超級300賽  | 男子雙打 | 博丁·伊沙拉       | 準決賽 |
| 2019年 | 德國羽毛球公開賽         | 超級300賽  | 男子雙打 | 博丁·伊沙拉       | 準決賽 |
| 2019年 | 東南亞運動會羽球比賽     | 其他       | 男子團體 | －                | 銅牌   |
| 2019年 | 東南亞運動會羽球比賽     | 其他       | 男子雙打 | 博丁·伊沙拉       | 銀牌   |

| 2007-2017年 | 首要超級賽 | 超級賽 | 黃金大獎賽 | 大獎賽 | 國際挑戰賽 | 國際系列賽 | 未來系列賽 | 其他 |

| 2018-2026年 | 總決賽 | 超級1000賽 | 超級750賽 | 超級500賽 | 超級300賽 | 超級100賽 | 國際挑戰賽 | 國際系列賽 | 未來系列賽 | 其他 |

### 奧運會和世錦賽參賽紀錄
|          | 搭檔              | 2010        | 2011 | 2012 | 2013        | 2014 |      | 2019 |
| 男子雙打 | 博丁·伊沙拉       | 48強 (退賽) | －   | 8強  | －          | －   | 48強 |      |
| 男子雙打 | 尼迪蓬·潘普佩克   | －          | －   | －   | 48強 (退賽) | 32強 | －   |      |
|          |                   |             |      |      |             |      |      |      |
| 混合雙打 | 沙西丽·德拉达那猜 | －          | －   | －   | －          | 16強 | －   |      |